# Município Kunda-dia-Baze
Município Kunda-dia-Baze är en kommun i Angola.   Den ligger i provinsen Malanje, i den norra delen av landet, 500 km öster om huvudstaden Luanda.
I omgivningarna runt Município Kunda-dia-Baze växer huvudsakligen savannskog. Runt Município Kunda-dia-Baze är det glesbefolkat, med 15 invånare per kvadratkilometer.